# Citharomangelia quadrilineata
Citharomangelia quadrilineata é uma espécie de gastrópode do gênero Citharomangelia, pertencente à família Mangeliidae.